# Ebersbach an der Fils
Ebersbach an der Fils – miasto w Niemczech, w kraju związkowym Badenia-Wirtembergia, w rejencji Stuttgart, w regionie Stuttgart, w powiecie Göppingen, siedziba wspólnoty administracyjnej Ebersbach an der Fils. Leży nad rzeką Fils, ok. 10 km na zachód od Göppingen, przy drodze krajowej B10.

## Współpraca
Miejscowości partnerskie:
- Bourg-lès-Valence, Francja
- Ebersbach/Sa., Saksonia